# 岸本遼太郎
岸本 遼太郎（きしもと りょうたろう、2003年7月4日 - ）は、日本の陸上競技選手。高知県四万十市出身。東洋大学総合情報学部総合情報学科在学中。

## 経歴
高知県立中村中学校、高知県立高知農業高等学校出身。

### 高校時代
全国高等学校駅伝競走大会には2度出場している。1年時の第70回大会では1区を区間41位、3年時の第72回大会では1区を区間14位で走った。

### 大学時代
1年時は三大駅伝の出場はなく、2年時の第100回箱根駅伝で三大駅伝デビュー。10区で区間賞を獲得し、3位の城西大学には21秒届かなかったが4位に食い込んだ。
3年時の第56回全日本大学駅伝では最終8区で区間7位だったが、東洋大学は13位に終わり2年連続でシード権を逃した。
1月の第101回箱根駅伝では4区を担当。2区終了時点で19位に沈むなど、前半は苦しい戦いを強いられたため襷を受けたのは16位だったが、区間3位の走りで7人を抜き9位に浮上した。東洋大学はフィニッシュ直前までもつれたシード権争いの末、9位でフィニッシュし、継続中では最長となる20年連続のシード権を獲得した。

## 戦績・記録

### 大学三大駅伝戦績
| 学年               | 出雲駅伝                 | 全日本大学駅伝              | 箱根駅伝                          |
| ------------------ | ------------------------ | --------------------------- | --------------------------------- |
| 1年生 （2022年度） | 第34回 ー － ー 出走なし | 第54回 ー － ー 出走なし    | 第99回 ー － ー 出走なし          |
| 2年生 （2023年度） | 第35回 ー － ー 出走なし | 第55回 ー － ー 出走なし    | 第100回 10区-区間賞 1時間08分51秒 |
| 3年生 （2024年度） | 第36回 ー － ー 出走なし | 第56回 8区-区間7位 59分07秒 | 第101回 4区-区間3位 1時間01分15秒 |
| 4年生 （2025年度） | 第37回                   | 第57回 不出場               | 第102回                           |

## 自己ベスト
- 5000m - 14分06秒84（2023年4月30日：第3回早稲田大学競技会）
- 10000m - 28分37秒95（2024年7月14日：関東学生網走夏季記録挑戦競技会）
- ハーフマラソン - 1時間01分51秒（2025年2月2日：第77回香川丸亀国際ハーフマラソン）